# Lampart plamisty
Lampart plamisty, lampart, pantera, leopard (Panthera pardus) – gatunek ssaka z podrodziny panter (Pantherinae) w rodzinie kotowatych (Felidae). Czwarty pod względem wielkości kot świata (po tygrysie, lwie i jaguarze). Występuje w Afryce i Azji.

## Występowanie
Występuje w całej Afryce (z wyjątkiem pustyń) oraz południowej i środkowej Azji. Zamieszkuje wilgotne, zwarte lasy i suchą sawannę, tereny górzyste i równiny.
- Zanzibar – wytępiony
- Azja Mniejsza – prawdopodobnie wytępiony
- wyspa Samos – wytępiony
- Bliski Wschód
- Afganistan, Zakaukazie, Kaukaz Północny po rzeki Kubań i Terek Rosyjski Daleki Wschód po Amur – wytępiony poza Krajem Nadmorskim
- Chiny, Indochiny, południowa Azja Centralna
- subkontynent indyjski wraz z Cejlonem
- Jawa

W plejstocenie lamparty żyły również w Europie. W Polsce skamieniałości lamparta odkryto w Jaskini na Biśniku i w Jaskini Radochowskiej.

## Charakterystyka
Długość ciała (bez ogona) 92–190 cm, długość ogona 64–99 cm; masa ciała 21–71 kg; dorosłe samice są mniejsze i lżejsze od dorosłych samców. Posiada okrągłe uszy osadzone na głowie o krótkim pysku. Szerokie łapy wyposażone są w ostre pazury.
Sierść jest błyszcząca, na grzbiecie i bokach usiana ciemnymi plamami o wielkości grochu albo orzecha. Plamy te układają się w rozetki bez plamek w środku. Jest to istotna cecha w rozpoznawaniu różnicy między lampartem (panterą) a jaguarem amerykańskim, gdyż jaguar w środku tych plam posiada dwie, czasem trzy plamki.
Pantery żyjące w lasach są mniejsze od tych, które żyją na sawannach. Różnią się też ubarwieniem. Koty zamieszkujące tereny otwarte mają jaśniejsze i rzadziej rozmieszczone cętki.

Melanistyczny lampart, „czarna pantera”

Oprócz osobników cętkowanych spotyka się również osobniki melanistyczne, tzw. czarne pantery. Swoją barwę zawdzięczają większej ilości pigmentu (melaniny). Przy dobrym świetle można zauważyć charakterystyczne cętki.

## Tryb życia
Zwierzęta te są samotnikami (choć nieraz grupy rodzinne mogą wynosić od dwóch do sześciu osobników). Polują w nocy, a za dnia odpoczywają, często drzemiąc wyciągnięte na gałęzi drzewa. Z reguły prowadzą osiadły tryb życia, lecz w poszukiwaniu nowych terenów łowieckich mogą się przemieszczać. Unikają człowieka. Terytorium samca może osiągać od pięciu do czterdziestu kilometrów kwadratowych.
Lamparty charakteryzują się niebywałą zwinnością i siłą. Potrafią wykonywać 6-8-metrowe skoki. W polowaniu za zwierzyną są bardzo zwinne.
Potrafią się wspinać i nie boją się stąpać po dość cienkich gałązkach. Niejednokrotnie wciągają wysoko w koronę drzew ofiary trzy razy cięższe od siebie, a nawet młode żyrafy. Choć nie przepadają za wodą, potrafią świetnie pływać.
Średnia życia lamparta na wolności to 12 lat. Rekord oficjalny 17 lat. W niewoli żyje nawet do 25.

### Pokarm
Lamparty polują na lisy, zające, mangusty, perliczki, węże, jaszczurki, ryby, młode antylopy, świnie rzeczne, szakale, gryzonie, czasem nawet na małpy (najczęściej szympansy) i wiewiórki. Rzadziej polują na większe zwierzęta takie jak bawoły i antylopy nilgau indyjski.
Lamparty wolą naturalną zdobycz, ale jej brak zmusza je do polowania na zwierzęta hodowlane. Zdarzają się lamparty ludojady, ale najczęściej są to osobniki stare, chore, niezdolne do polowań albo samice wychowujące młode.
Mimo swojej dużej siły, potężnych kłów i pazurów lamparty są niekiedy zmuszane do wycofania się z polowania i ataku w obliczu takich przeciwników jak pawiany w grupie.

### Rozmnażanie
Dojrzałość płciową lampart osiąga w wieku od 2,5 do 3 lat. Okres godowy u lampartów trwa wiosną, a w tropikach cały rok. Po ciąży trwającej 90-112 dni rodzi się od jednego do sześciu młodych, które opuszczają matkę po ok. 2-3 latach w poszukiwaniu własnego terytorium.

## Systematyka
Takson po raz pierwszy opisany przez Linneusza w 1758 roku pod nazwą Felis Pardus. Jako lokalizację holotypu autor wskazał Indie, zmienioną na Egipt przez O. Thomasa. Obecnie (stan na 2024 rok) wyróżnia się osiem podgatunków: 
- P. pardus pardus – lampart afrykański[52] – podgatunek nominatywny, rozproszony po Czarnej Afryce (włącznie z archipelagiem Zanzibar) oraz odizolowane populacje w części Sahary i Afryki Północnej; historycznie występował w dolinie Nilu i na półwyspie Synaj.
- P. pardus delacourii – lampart indochiński[52] – północna Mjanma przez Indochiny do półwyspowej części Tajlandii i Malezji; być może południowa Chińska Republika Ludowa.
- P. pardus fusca – lampart hinduski[52] – subkontynent indyjski, północna Mjanma i południowo-środkowa Chińska Republika Ludowa.
- P. pardus kotiya – lampart lankijski[52] – Sri Lanka
- P. pardus melas – lampart jawajski[52] – Jawa
- P. pardus nimr – lampart arabski[52] – rozproszeny od południowego Izraela przez Arabię Saudyjską, Oman i Jemen (prawdopodobnie wymarły w Izraelu i zachodnio-środkowej Arabii Saudyjskiej); historycznie występował wzdłuż większości wybrzeża Półwyspu Arabskiego, w tym Zjednoczonych Emiratach Arabskich.
- P. pardus orientalis – lampart amurski[52] – Rosyjski Daleki Wschód, Półwysep Koreański i większość Chińskiej Republiki Ludowej.
- P. pardus tulliana – lampart perski[52] – Turcja, Kaukaz, Turkmenistan, Uzbekistan, Iran, Irak, Afganistan i Pakistan.

Niektóre ujęcia na podstawie badań genetycznych wyróżniają jeszcze dwa podgatunki:
- P. pardus japonensis – lampart chiński[52] – północne Chiny
- P. pardus saxicolor – Azja Środkowa

Status P. p. melas i P. p. nimr jest niepewny, ponieważ badania oparte były na bardzo małej ilości próbek. Ponadto uważa się P. p. ciscaucasica za młodszy synonim P. p. saxicolor. Na podstawie analizy morfologicznej niektórzy autorzy uznają jeszcze jeden podgatunkek:
- P. pardus sindica (Pocock, 1930) – Pakistan, ewentualnie część Afganistanu i Iranu

## Ochrona
Niektóre podgatunki lamparta są skrajnie zagrożone wyginięciem: Panthera pardus orientalis, Panthera pardus nimr, Panthera pardus tulliana, Panthera pardus panthera lub wytępione jak lampart zanzibarski (Panthera pardus adersi). Podgatunki zagrożone: Panthera pardus japonensis, Panthera pardus melas, Panthera pardus kotiya, Panthera pardus saxicolor, Panthera pardus jarvisi i Panthera pardus ciscaucasica i Panthera pardus dathei z centralnego Iranu.
Lampart jest objęty konwencją CITES (I załącznik). W ramach programów hodowlanych opracowanych dla ratowania zwierząt ginących, m.in. EEP pantery hodowane są w ogrodach zoologicznych.